# Barrage de la Rour
Pour les attaques contre les barrages de la Ruhr, voir Opération Chastise.
Le barrage de la Rour ou de la Rur (nom allemand de la rivière) est un barrage hydroélectrique situé sur le cours de la Rour dans le land de la Rhénanie-du-Nord-Westphalie en Allemagne. 
Situé à quelques kilomètres des frontières orientales de la Belgique, il donne naissance au lac de la Rour (en allemand Rursee), le deuxième plus grand (en volume) lac artificiel d'Allemagne, après celui du barrage de Bleiloch.

## Source de la traduction
- (en) Cet article est partiellement ou en totalité issu de l’article de Wikipédia en anglais intitulé « Rur Dam » (voir la liste des auteurs).